# Kronowo (osada w powiecie giżyckim)
Kronowo – osada w Polsce, położona w województwie warmińsko-mazurskim, w powiecie giżyckim, w gminie Ryn.
W latach 1975–1998 miejscowość należała administracyjnie do województwa suwalskiego.